# Daisy Parsons

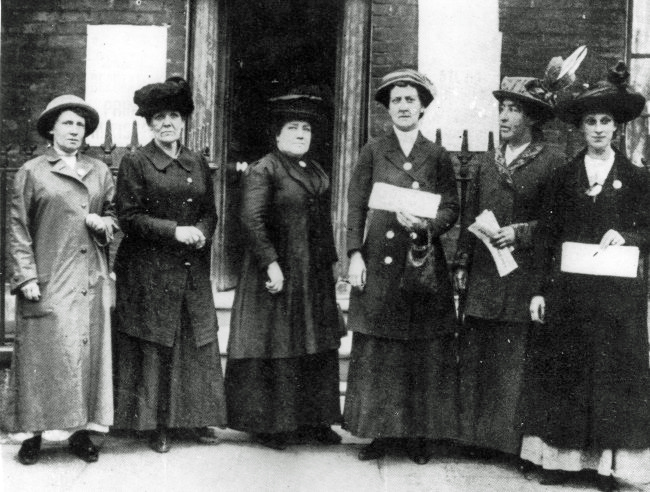
Deputation der East London Federation of Suffragettes zu Premierminister H. H. Asquith (Parsons ganz rechts), 20. Juni 1914

Marguerite Lena Parsons, geborene Millo, bekannt als Daisy Parsons (* 21. Mai 1890 in Poplar, London; † 29. September 1957 in Stratford, London) war eine englisch-britische Suffragette und Politikerin. Später wurde sie Stadträtin und 1937 war sie die erste Bürgermeisterin von West Ham.

## Leben
Parsons wurde als Tochter von Alfred Albert Millo, einem Schmuckhändler, und Elizabeth Millo, einer Putzmacherin, geboren. Sie hatte fünf jüngere Brüder und verließ die Schule früh, um sich um sie kümmern zu können. Mit vierzehn Jahren arbeitete sie als Dienstmädchen für den örtlichen Bibliothekar. Parsons arbeitete dann im Akkord in einer Tabakfabrik und war überrascht, wie wenig sie im Vergleich zu den Männern verdiente, die auch bequeme Pausenräume hatten, während die Frauen nur Toiletten hatten.
Am 19. Dezember 1908 heiratete sie in der Congregational Chapel in Plaistow Robert Stanley (Tom) Parsons, der als Fahrer für den Metropolitan Borough of Stepney arbeitete und ein Gewerkschaftsaktivist war. Das Paar zog eine verwaiste Nichte und drei eigene Töchter auf.
Als bei Parsons’ ältestem Kind eine Impfung fällig wurde, beantragte sie eine Ausnahmegenehmigung nach dem Vaccination Act 1898 und erfuhr die herrschende rechtliche Geschlechterdiskrimininierung, als man ihr mitteilte, dass nur Väter einen Antrag stellen könnten.
Parsons wurde von Minnie Baldock in Canning Town inspiriert und schloss sich der sozialistisch und auf Arbeiterinnen orientierten Abspaltung von der Women’s Social and Political Union (WSPU), der East London Federation of Suffragettes (ELF) von Sylvia Pankhurst, aus der am Ende die Partei Workers’ Socialist Federation entstand, an. Sie wurde ehrenamtliche Sekretärin des Zweigs in South West Ham, wo sie bis zu ihrem Lebensende wohnte. 
1914 trat Sylvia Pankhurst in einen Hungerstreik und weigerte sich, diesen zu beenden, bis Premierminister H. H. Asquith die Frauen empfing, damit sie ihre Argumente für das Wahlrecht vortragen konnten. Parson gehörte zu einer von Julia Scurr geleiteten Delegation von sechs Frauen, darunter auch Jessie Payne, die mit Asquith zusammentrafen. Die Delegation trug Forderungen nach einem Wahlrecht für die in Armut lebenden und jung sterbenden arbeitenden Frauen (und Männer) im Osten Londons sowie für die Witwen ohne Unterstützung. Sie fragten nach Kinderbetreuung, Schulbildung und Wohnraum. Auch Parsons konnte ihm ihre Probleme schildern. Sie sagte Asquith, dass sie zwar Kinder zur Welt bringe, aber wenig Mitspracherecht bei der Entscheidung habe, „was gut für sie ist“. Die Antwort des Premierministers enthielt einige positive Äußerungen über „fehlende Neigung zur Rachsucht“, forderte aber im Gegenzug, dass die Delegation die Militanz der Suffragetten verurteilen solle, die wiederum auf die von Männern praktizierten Methoden verwies.
Während des Ersten Weltkriegs eröffnete die East London Federation of Suffragettes eine Babyklinik, die Parsons leitete. Sie wurde als durchsetzungsfähig und überzeugend beschrieben.
Nach dem Krieg wurde sie gebeten, die lokale Stadtverwaltung bei der Verteilung von Hilfe für Mütter zu unterstützen. 1919 wurde sie Mitglied des Maternity and Child Welfare Committees. 1922 wurde sie als sozialistisches Stadtratsmitglied in den Rat von West Ham gewählt. 1931 wurde sie stellvertretende Bürgermeisterin, 1933 Friedensrichterin, 1935 wurde sie Alderman und im folgenden Jahr die erste weibliche Bürgermeisterin von West Ham.
Als Bürgermeisterin eröffnete sie das Strandbad Beckton Lido, durfte den ersten örtlichen Oberleitungsbus einweihen und kehrte in den Jugendclub in Canning Town zurück, in dem sie zu ihrem Einsatz für das Viertel inspiriert worden war.
Während des Zweiten Weltkriegs organisierte Parsons vor Ort die Evakuierung von Kindern und half bei der Organisation des Women’s Voluntary Service. Ihr Bruder und eine Nichte kamen im Blitzkrieg ums Leben.
Parsons wurde 1939 mit der Freedom of West Ham und 1951 im Rahmen der New Year Honours als Member des Order of the British Empire ausgezeichnet.
Parsons starb 1957 im Queen Mary’s Hospital in Stratford in London.
Im Hermit Road Recreation Ground in Canning Town befand sich ein Wandgemälde, das als Gemeinschaftskunstwerk angefertigt wurde und davon zeugt, wie sehr sie in dieser Gegend geschätzt wurde.